# Steffen Walstad
Steffen Walstad (Trondheim, 10 de febrero de 1989) es un deportista noruego que compite en curling.
Ganó una medalla de oro en el Campeonato Mundial de Curling Mixto de 2015. Participó en los Juegos Olímpicos de Pekín 2022, ocupando el sexto lugar en la prueba masculina.

## Palmarés internacional
| Campeonato Mundial Mixto | Campeonato Mundial Mixto | Campeonato Mundial Mixto | Campeonato Mundial Mixto |
| Año                      | Lugar                    | Medalla                  | Prueba                   |
| ------------------------ | ------------------------ | ------------------------ | ------------------------ |
| 2015                     | Berna (Suiza)            | Medalla de oro           | Mixto                    |